# Sadki (województwo podkarpackie)
Sadki – wieś w Polsce położona w województwie podkarpackim, w powiecie jasielskim, w gminie Nowy Żmigród. Leży na prawym brzegu potoku Iwielki.
| SIMC    | Nazwa | Rodzaj    |
| ------- | ----- | --------- |
| 0357297 | Łąki  | część wsi |

W latach 1975–1998 miejscowość położona była w województwie krośnieńskim.

## Historia
Wieś powstała prawdopodobnie w XIV wieku. Wymieniana jest w pismach z 1366 roku jako wieś rycerska. Na przestrzeni wieków Sadki miały wielu właścicieli, m.in. Suchywilków, Kwilińskich, Popeckich, Stadnickich, Lewandowskich. Była tu karczma, zagrody i folwark.
W okresie II wojny światowej w Sadkach funkcjonował przyfrontowy obóz pracy. Osadzoną ludność z okolicznych wsi wykorzystywano do budowy umocnień linii frontu].
Wierni kościoła rzymskokatolickiego należą do parafii Wniebowzięcia NMP w Nienaszowie.